# Ponte do Korff
A Ponte do Korff ou Ponte dos Korff, como também é chamada, é uma ponte metálica, com assoalho de madeira e pilares de pedra, inaugurada no ano de 1907, entre São Manuel (distrito de Campestre da Serra) e Criúva (distrito de Caxias do Sul), no Brasil.
A ponte tem 108 m de comprimento e 19,6 m de altura e foi toda construída com rebites (não tem parafusos). Sua estrutura foi trazida da Alemanha até ao Porto de Rio Grande, e de lá desceu até o Passo dos Korff em cargueiros. Na época de sua construção, São Manuel chamava-se “Vila Korff” e pertencia a Vacaria. 
Foi a primeira ponte construída sobre o Rio das Antas, ligando assim Caxias do Sul a Vacaria, antes da chegada da BR-116. Esse já era o caminho feito por tropeiros no início do século XX para fazer o transporte de mercadorias entre a região e as áreas centrais do país. 
A ponte foi declarada patrimônio histórico e cultural do Rio Grande do Sul em 2006. 